# Tratado de Velasco
El Tratado de Velasco fue firmado en Velasco, Texas, el 14 de mayo de 1836, tras la batalla de San Jacinto (21 de abril de 1836), por el general mexicano Antonio López de Santa Anna, que había caído prisionero de los rebeldes el día 22 de abril, y el presidente texano David G. Barnet. El tratado de Velasco no reconocía la independencia de Texas, solamente la retirada de las tropas mexicanas con una frontera en el río Nueces (aunque los texanos reclamaban más territorio sin tener bases que argumentaran tales hechos). La independencia de Texas fue reconocida de manera forzada por México en el Tratado de Guadalupe Hidalgo.

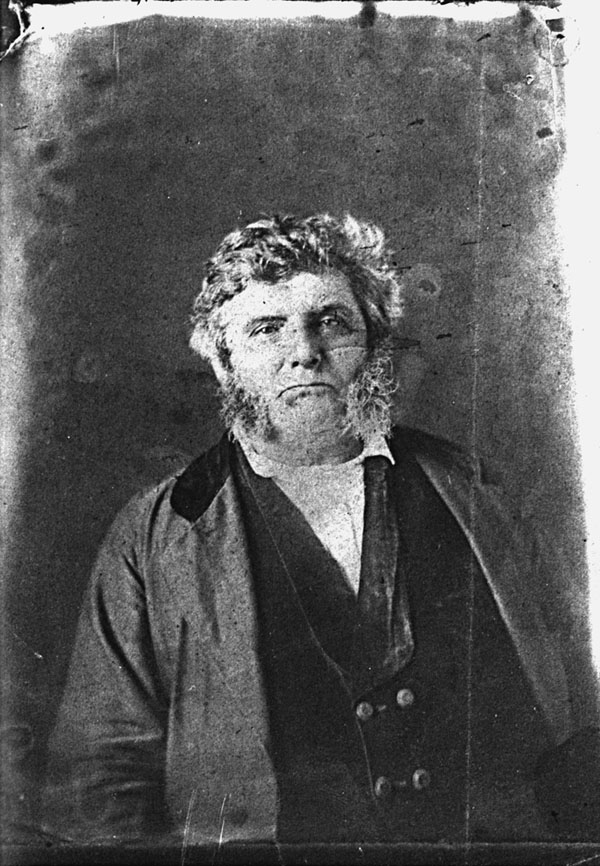
David G. Barnet firmó por Texas el Tratado de Velasco con el presidente Santa Anna

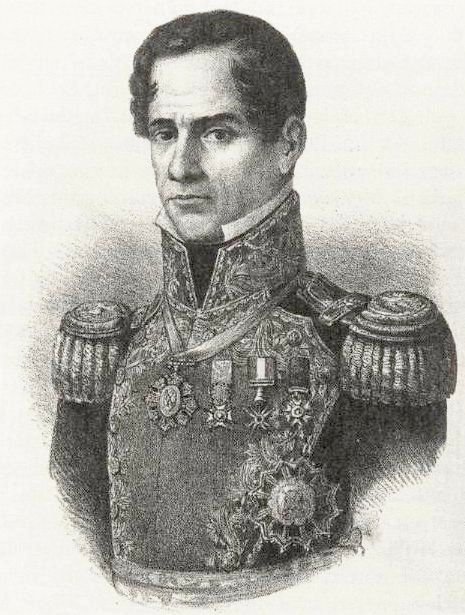
Antonio López de Santa Anna firmó por México el Tratado de Velasco

En el Tratado, que constaba de una parte secreta y otra pública, Santa Anna a cambio de su liberación y de la promesa de que las tropas mexicanas en retirada no serían atacadas, reconocía de facto la independencia de Texas y se comprometía a no proseguir la lucha contra el nuevo Estado. Además, en el artículo 3º se especificaba: "Las tropas mexicanas evacuarán el territorio de Texas, pasando al otro lado del río Grande del Norte" (para la nueva República de Texas el límite entre su territorio y el de México era dicho río Bravo o río Grande, frente a la división interior mexicana entre Texas y Tamaulipas que estaba fijada más al norte, en el río Nueces). 
Las tropas mexicanas comandadas por Vicente Filísola se retiraron, abandonando San Antonio el 24 de mayo, cruzaron el Nueces el 31 y llegaron a Matamoros el 15 de junio. El nuevo gobierno encabezado por José Justo Corro se negó a ratificar el tratado, por considerar que como prisionero Santa Anna no tenía capacidad legal para firmarlo, con lo que no aceptó la independencia texana ni reconocía por tanto ninguna frontera con la nueva República, pues además, el Congreso Nacional consideraba nula la independencia de un estado habitado por extranjeros, quienes aceptaron respetar las leyes mexicanas (que incluían abandonar el esclavismo). En los años siguientes tropas mexicanas penetraron en varias ocasiones en Texas llegando dos veces hasta San Antonio en marzo y septiembre de 1842, pero tuvieron que retirarse con lo que no pudieron impedir la consolidación de la secesión. Tampoco los texanos fueron capaces de controlar la zona entre el río Nueces y el río Bravo cuya soberanía reclamaban, quedando ciudades como Laredo y El Paso en manos mexicanas. La disputa quedó sin resolver y fue la causa de que tras el ingreso de Texas en los Estados Unidos se desencadenara una invasión de este país a México que concluyó con el Tratado de Guadalupe Hidalgo en el que México tuvo que ceder a Estados Unidos el territorio en disputa al establecerse el río Bravo del Norte o río Grande como la línea divisoria entre Texas y México. Además, México tuvo que ceder a EE. UU. más de la mitad de su territorio: la totalidad de lo que hoy son los estados de California, Arizona, Nuevo México, Nevada y Utah; así como parte de Colorado, Oklahoma y Wyoming y la franja suroccidental de Kansas.